# هال هيكس
هال هيكس هو لاعب هوكي الجليد كندي، ولد في 10 ديسمبر 1900 في Sillery, Quebec City ‏ في كندا، وتوفي بنفس المكان في 14 أغسطس 1965.

## وصلات خارجية
- هال هيكس على موقع دوري الهوكي الوطني (الإنجليزية)
- هال هيكس على موقع EliteProspects.com (الإنجليزية)
- هال هيكس على موقع HockeyDB.com (الإنجليزية)
- هال هيكس على موقع Hockey-Reference.com (الإنجليزية)